# Zeď Miluji tě

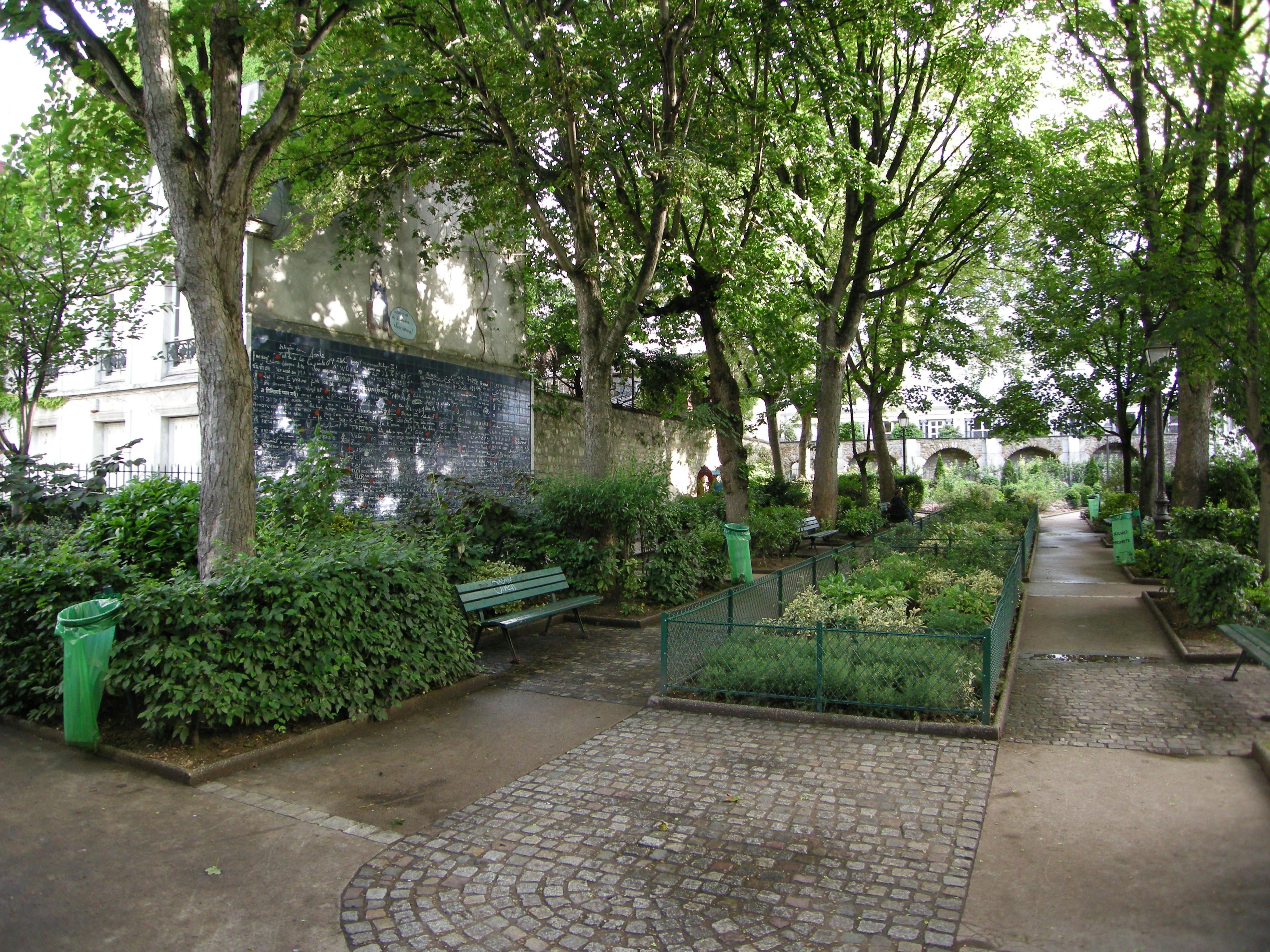
Zeď v parku

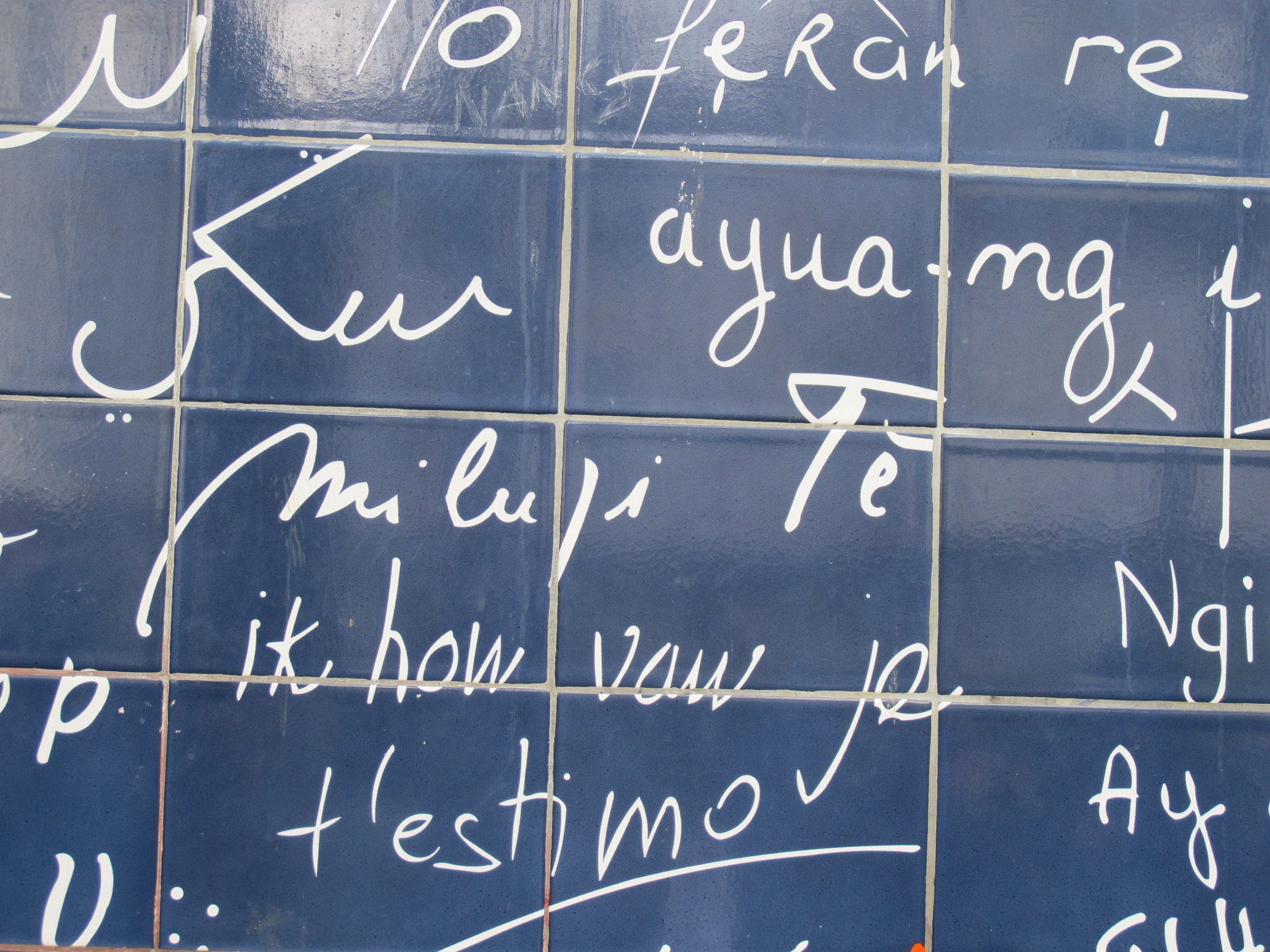
Český nápis

Zeď Miluji tě (francouzsky Le mur des je t'aime) je pomník v Paříži věnovaný lásce a zamilovaným. Nachází se v parku Square Jehan-Rictus uprostřed náměstí Place des Abbesses na Montmartru.

## Projekt
Dílo bylo zhotoveno v roce 2000. Představuje zeď, na které je v různých jazycích napsána věta Miluji tě. Autory díla jsou Frédéric Baron a Claire Kito, kteří jej navrhli jako místo setkání zamilovaných. Na zdi je zastoupeno 311 jazyků všech 192 členských států OSN.
Zeď má plochu 40 m2 (10×4 m) a tvoří ji 612 dlaždic o velikosti 21×29,7 cm ze smaltované lávy. Formát desek připomíná listy papíru, na kterých jsou napsané věty a části rozlámaného srdce.